# 정숙주의
정숙주의(靜淑主義)는 1670년대 후반과 1680년대 후반에 영국, 프랑스, 독일, 이탈리아, 포르투갈, 스페인, 러시아에서 인기를 끌었던 일련의 기독교 신앙에 붙여진 이름이다. 특히 미겔 드 몰리노스(그리고 그 후 프랑수아 말라발과 가이온 부인)의 저술과 관련이 있으며, 교황 인노첸시오 11세에 의해 이단으로 비난받았다. 신자로서 흠 없는 사람이 되기 위해서는 인간의 경건한 노력 곧 능동적 행위에 있다기보다 자기를 완전히 신께 맡겨 이뤄지는 영혼의 정적 상태 곧 완전한 수동성에 있다고 보았다.
즉, 완전에 이르려면 완전한 수동성과 자의지(自意志)의 소멸, 심지어 자기 구원까지도 포기할 수 있을 만큼 신의 의지에 절대 순복해야 한다는 것이다. 그런 상태에서 기도에 들어가면, 예수의 사랑, 덕성, 삼위일체에 대한 흠모 같은 것조차 생각하지 않고, 단순히 '순수한 신앙'으로 신 안에서 휴식하게 된다고 보았다.

## 같이 보기
- 아타락시아
- 정수 (기독교)
- 퀘이커
- 도교
- 경건주의

1. ↑  "교회용어사전 : 교리 및 신앙"